# 노블링카

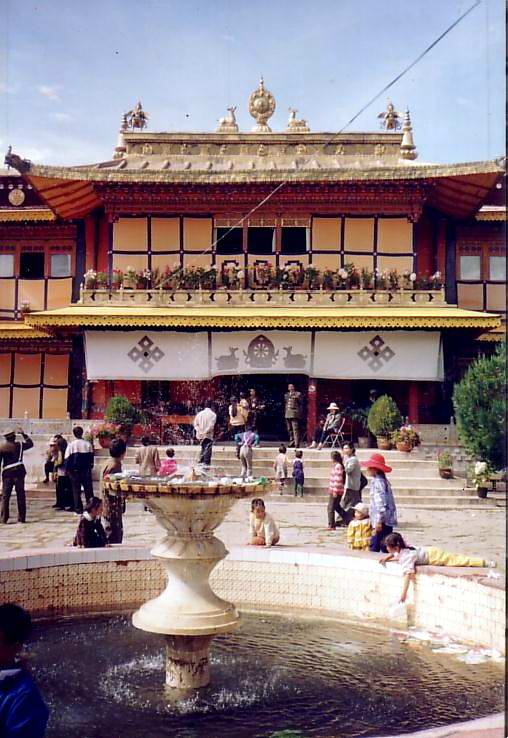
노블링카의 모습(1993년도 8월)

노블링카(티베트어: ནོར་བུ་གླིང་ཀ་, 중국어: 罗布林卡, 병음: luo bu lin ka)는 중국 티베트 자치구의 수도 라싸에 있는 별궁과 그 정원이다.
티베트어로 노르부(nor bu, 보물) 링가(gling ga, 뜰)를 뜻하며 티베트의 라싸에 있는 달라이 라마의 여름 별궁이다. 1780년대부터 중국이 티베트에 지배권을 선언한 1950년대 후반까지 여름궁전으로 사용되었다. 총면적 약 36만m2

## 개요
포탈라궁에서 서쪽으로 3km 정도 떨어져 있다. 노블링카가 여름 궁전이라면 포탈라궁은 겨울 궁전이다. 이외에도 여러 건물이 20세기 초반에 걸쳐 추가되고 공원이 조성되었다.
궁전은 7대 달라이 라마였던 ‘깰상 갸초’(བསྐལ་བཟང་རྒྱ་མཚོ།, bskal bzang rgya mtsho) 때 지어진 것으로, 8대의 달라이 라마인 ‘잠뺄 갸초’(བྱམས་སྤེལ་རྒྱ་མཚ།, byams spel rgya mtsho) 때에 〈여름 별장〉으로 공인되었다.
가장 초기의 건물은 7대 달라이 라마에 의해 지어졌으며 지금의 새로운 궁전은 1954년 지금의 달라이 라마에 의해 1956년 완공되었다. 정원과 분수대, 수영장 등을 갖추고 있다. 서쪽의 깰상 포당(bskal bzang bde skyid pho brang, 깰상 데끼 포당)은 황금빛의 모자를 쓴 형상을 하고 있는 아름다운 건물로서 맨 처음에 지어졌을 때 만들어진 것이다. 완벽하게 복구된 왕좌가 있는 방도 많은 사람들이 몰리는 곳이다.
정원은 가장 많은 사람이 사진을 찍는 곳이다. 아름다운 극장이 있고 사람들이 축제 때는 춤을 추며 나들이 장소로 인기 만점인 곳이다. 요구르트 축제도 있으며 8월 초에는 가족들이 캠핑을 나와서 바람을 쐬고 이웃들과 친목을 다지는 시간을 갖기도 한다. 고도가 높기 때문에 날씨가 무덥지 않기에 가능한 것이다.
매년 8월에는 티베트 불교의 최대의 축제인 「쇼뙨(ཞོ་སྟོན།, zho ston)제」가 열리며, 이 시기에 노블링카로 티베탄 오페라(아쩨 하모, ཨ་ཅེ་ལྷ་མོ།)가 티베트 각지로부터 모인 극단에 의해 행해진다. 특히 이 시기는 축제를 즐기려는 티베트인들로 활기가 넘친다.
2000년 유네스코에 의해 포탈라궁이 세계문화유산으로 지정되고, 2001년 노블링카가 포탈라궁 역사유적군으로 추가 등재되었다.
노블링카의 동물원이 유명한데 달라이 라마가 받은 동물들만 키우는 것을 원칙으로 한다고 한다. 하인리히 하러가 달라이 라마를 도와 1950년대 작은 영화관을 만들어놓았다.

## 갤러리

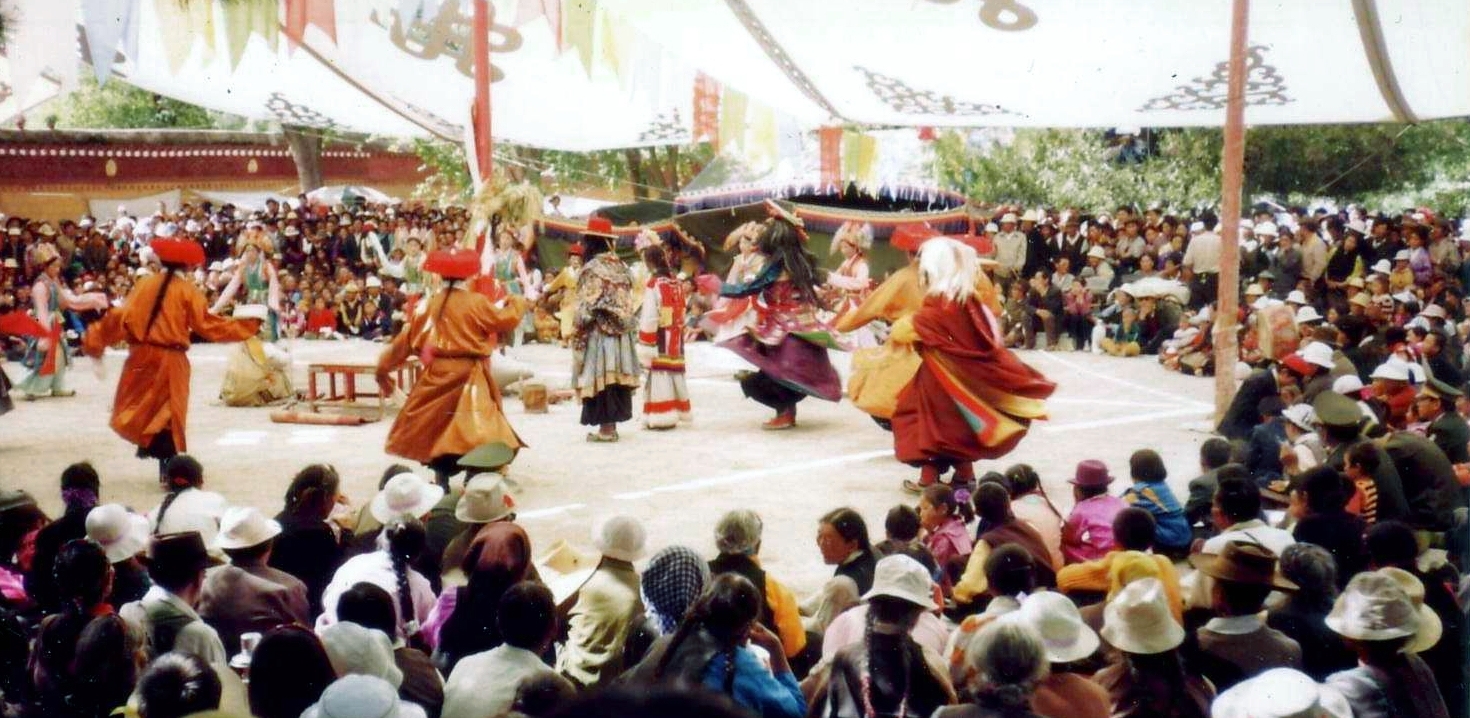
쇼둔 축제의 춤, 노블링카, 1993
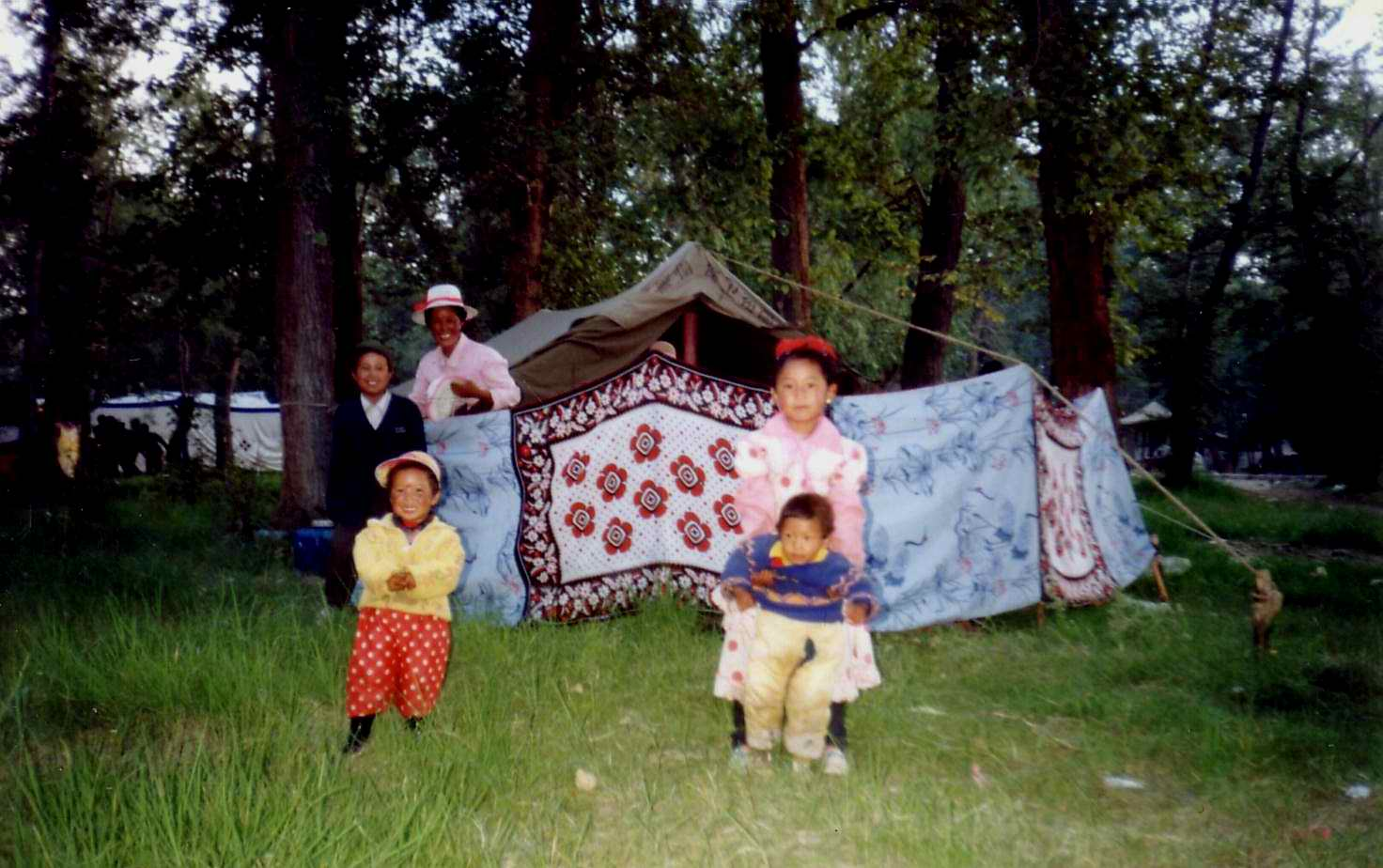
쇼둔 축제의 티베트 가족, 1993
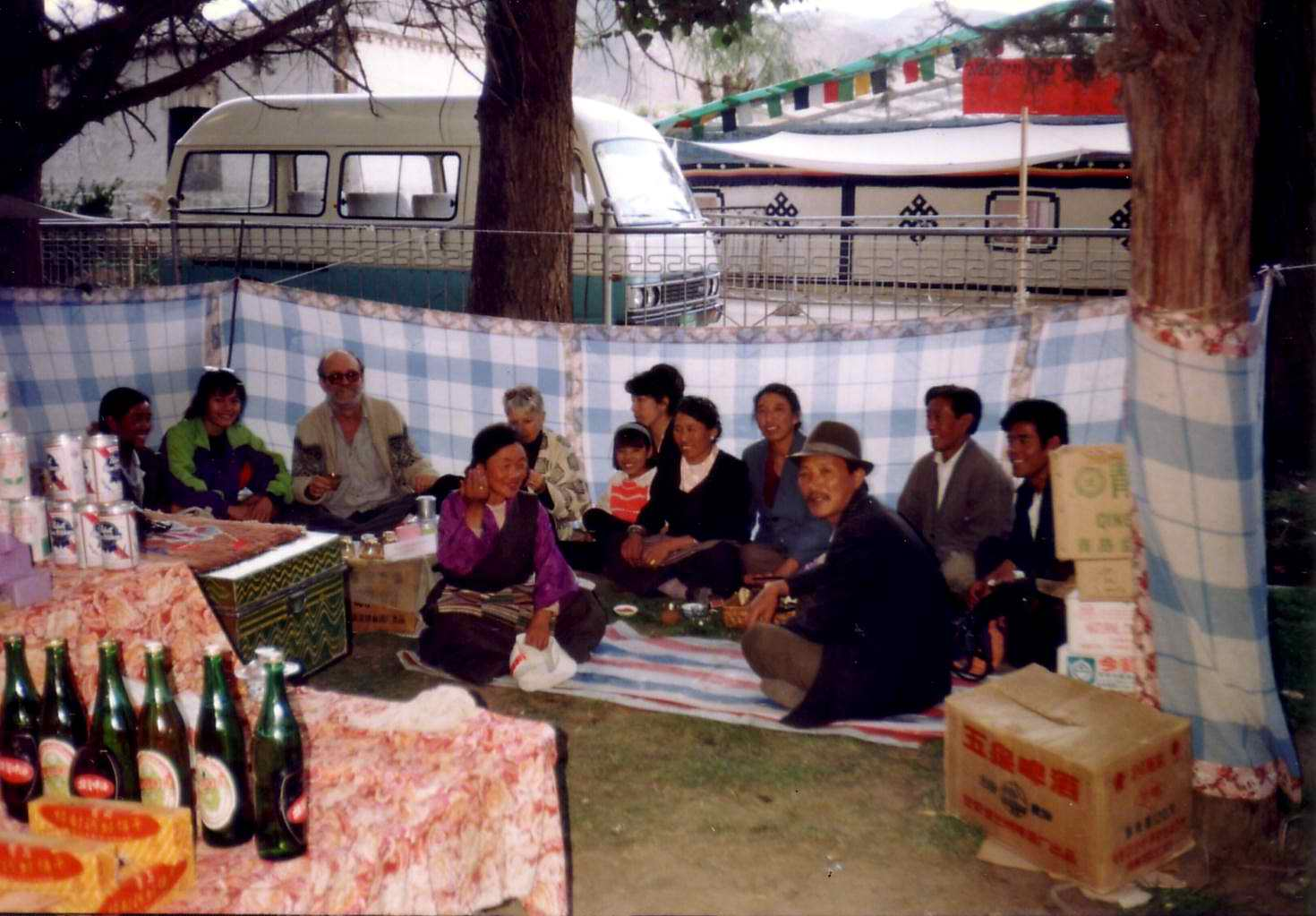
쇼둔 축제의 풍경, 1993
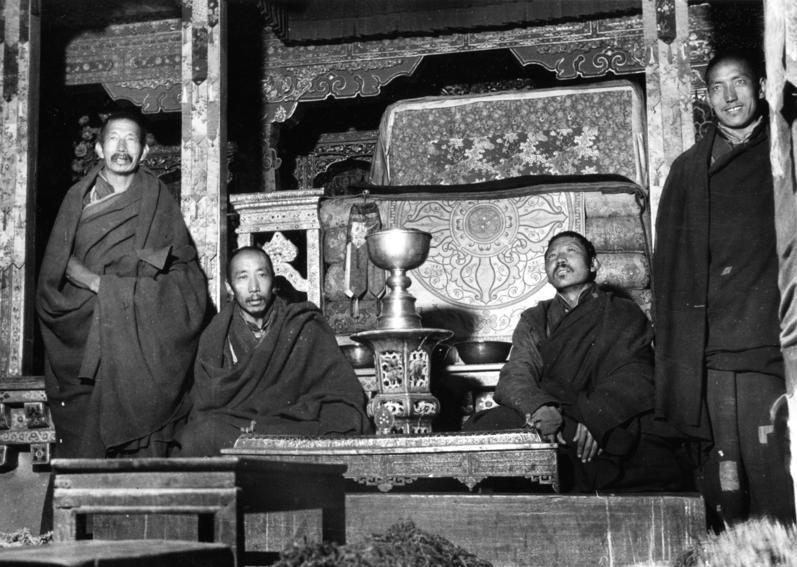
달라이 라마의 승좌 앞에 앉아 있는 승려들. 1938.

## 같이 보기
- 달라이 라마
- 포탈라궁
- 라싸